# Harvard International Review
Das Harvard International Review ist eine vierteljährlich erscheinende Zeitschrift für internationale Beziehungen, herausgegeben vom Harvard International Relations Council an der Harvard-Universität. Das HIR liefert Analysen zu weltweiten Entwicklungen in den Bereichen Politik, Wirtschaft, Geschäftswelt, Wissenschaft, Technologie und Kultur sowie exklusive Interviews mit globalen Führungspersönlichkeiten.

## Struktur
Das Magazin behandelt ausgewählte Schwerpunktthemen, bietet umfassende Überblicke über Entwicklungen in den internationalen Beziehungen (zusammenfassend als Global Notebook bezeichnet), präsentiert externe Perspektiven sowie exklusive Interviews. In den letzten Jahren umfassten die Schwerpunktthemen Analysen zur Rolle der Landwirtschaft in der internationalen Entwicklung, der Vertrauensverlust in modernen Institutionen und die Abwägung zwischen Kompromiss und Konfrontation in Konflikten.
Die Webseite des HIR bietet exklusive Inhalte sowie aktive Blogs zu aktuellen Ereignissen. Insgesamt verzeichnet das Magazin eine stetig wachsende Reichweite von über 500.000 Lesern.

## Geschichte
Das HIR wurde 1979 von einer Gruppe von Harvard-Studenten im Rahmen des Harvard International Relations Council gegründet, um den Studierenden die Möglichkeit zu geben, außenpolitische Angelegenheiten in einem akademischen und journalistischen Rahmen zu analysieren. Nach anfänglicher monatlicher Veröffentlichung wechselte das HIR zu vierteljährlicher Verbreitung und begann, die Perspektiven prominenter Persönlichkeiten im Bereich der internationalen Beziehungen einzuholen.
Bis dato hat das Magazin Artikel und Interviews von mehr als 43 Präsidenten und Premierministern, vier UN-Generalsekretären, vier Wirtschafts- und sieben Friedensnobelpreisträgern veröffentlicht.

## Herausragende Persönlichkeiten
In früheren Ausgaben wurden Artikel verfasst von oder Interviews geführt mit Persönlichkeiten wie unter anderem Kofi Annan, Nelson Mandela, Bill Clinton, Dick Cheney, Al Gore, Jimmy Carter, Javier Solana, Aung San Suu Kyi, und dem Dalai Lama.
Zu herausragenden Autoren für das Harvard International Review zählen unter anderem die Harvard-Alumni Philip A. Brimmer, Erik Brynjolfsson, Kongressabgeordnete Elizabeth Esty, Bernard Hebda, Stephen A. Higginson, Botschafter Philip S. Kosnett, David Laibson, Simpsons-Autor Jeff Martin, Robert McCord, Marc Rotenberg, Phillip Steck, John Weston und M. Edward Whelan III.